# 후카사와 나오토

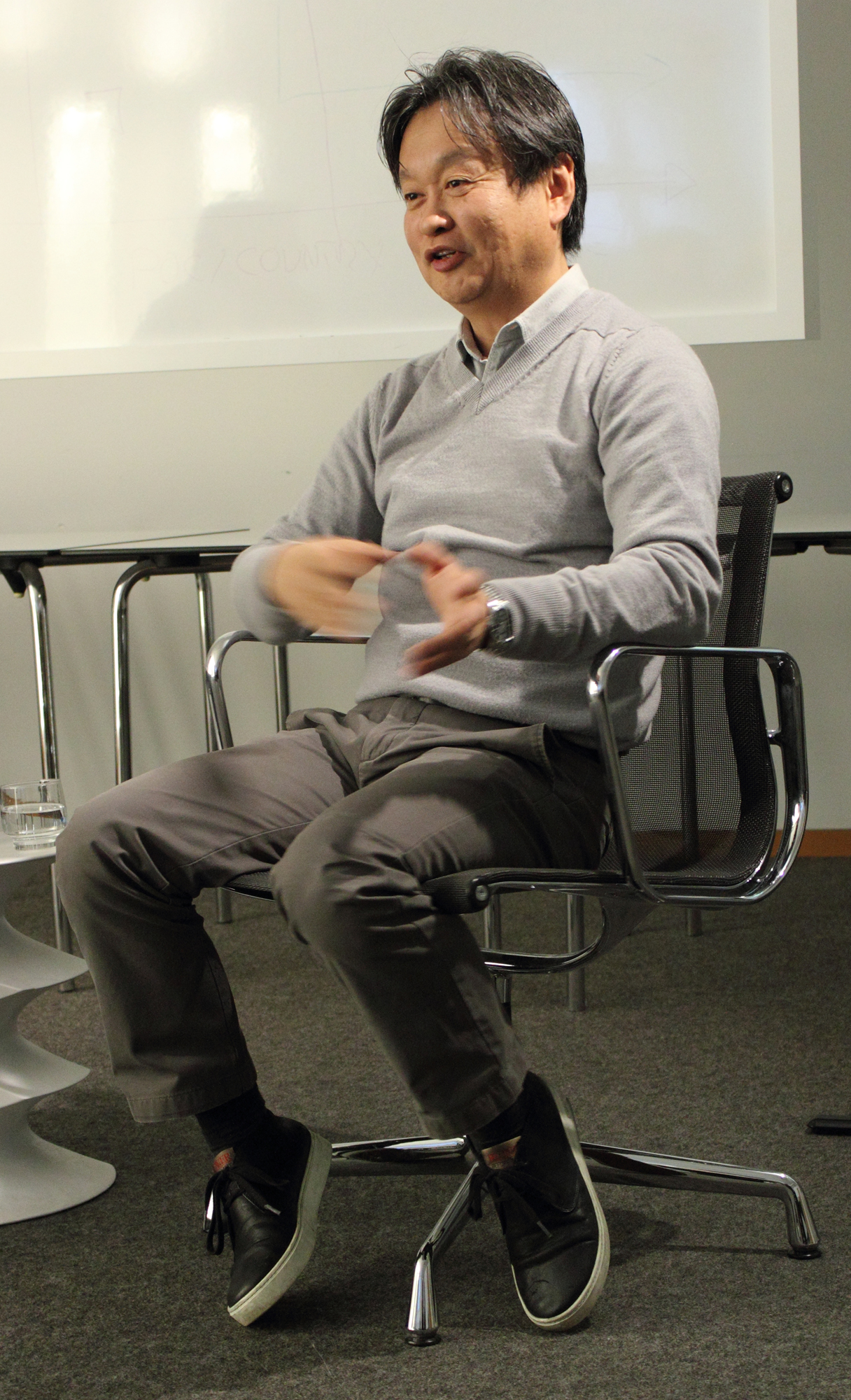

후카사와 나오토(深澤直人, 1956년~)는 일본의 디자이너, 작가, 교육자로서 제품 및 가구 디자인 분야에서 활동하고 있다. 그는 일본 소매 회사 무인양품과의 제품 디자인 작업뿐만 아니라 헤르만 밀러(Herman Miller), 알레시(Alessi), B&B 이탈리아(B&B Italia), 에메코(Emeco), 마지스(Magis) 및 HAY와 같은 회사와의 협력으로 유명하다.
후쿠사와는 세계에서 가장 영향력 있는 디자이너 중 한 명으로 묘사되었다.

## 디자인 접근
후카사와 나오토의 디자인 접근 방식은 디자인과 행동 사이의 관계를 중심으로 "행동에 용해되는 디자인", "의식 중심", "정상성", "윤곽선" 및 "원형"과 같은 용어를 사용하여 자신의 작업을 설명한다. 그의 접근 방식은 사람들이 일상에서 어떻게 행동하고 반응하는지 관찰하고 디자인과 사람을 연결하는 이러한 행동에서 해결책을 찾는 데 의존한다.
후카사와는 사람들의 무의식적인 행동에서 디자인을 찾을 수 있는 방법에 대한 철학으로 "생각 없이"라는 용어를 만들었다. "생각 없이"는 사물을 처음 보았을 때 중요하다고 느낄 수 있지만 사용했을 때만 초기 본질을 깨닫는 것을 의미한다. 후카사와는 이 용어를 만든 이후로 다른 디자이너들과 그의 접근 방식을 공유하기 위해 워크숍을 조직했다.
2006년 후카사와는 영국 가구 디자이너 재스퍼 모리슨과 함께 슈퍼 노멀(Super Normal) 전시회를 큐레이팅하여 "Super Normal"을 정의하고 평범하거나 익명으로 디자인된 것으로 간주되는 200개의 개체를 선보였다. 전시회에 출품된 아이템은 비알레티(Bialetti) 에스프레소 메이커와 같은 주목할만한 오브제부터 일회용 플라스틱 접시와 같은 익명으로 디자인되고 대량 생산되는 오브제에 이르기까지 다양했다. 사물이란 정체성, 독창성, 인상을 주는 요소가 결여되어 평범해 보이는 사물을 의미한다. 이 디자인 컨셉은 무인양품과 함께한 후카사와의 작업에 반영되어 있다. 여기서 제품은 제품을 특징짓는 어떤 특성도 나타내지 않는 안티 브랜딩 접근 방식으로 만들어진다.

## 작품 갤러리

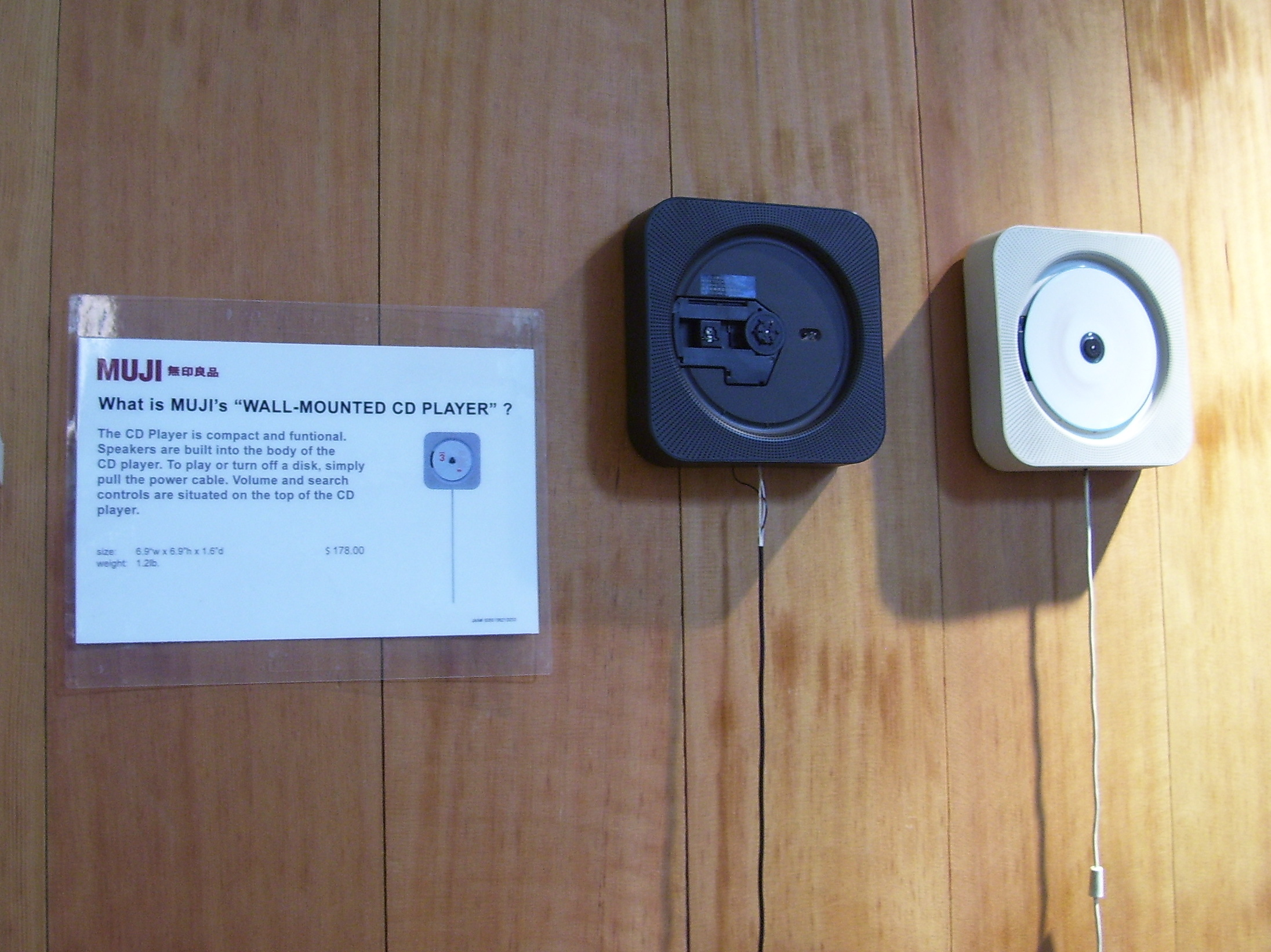
무인양품을 위해 만든 벽걸이형 CD 플레이어
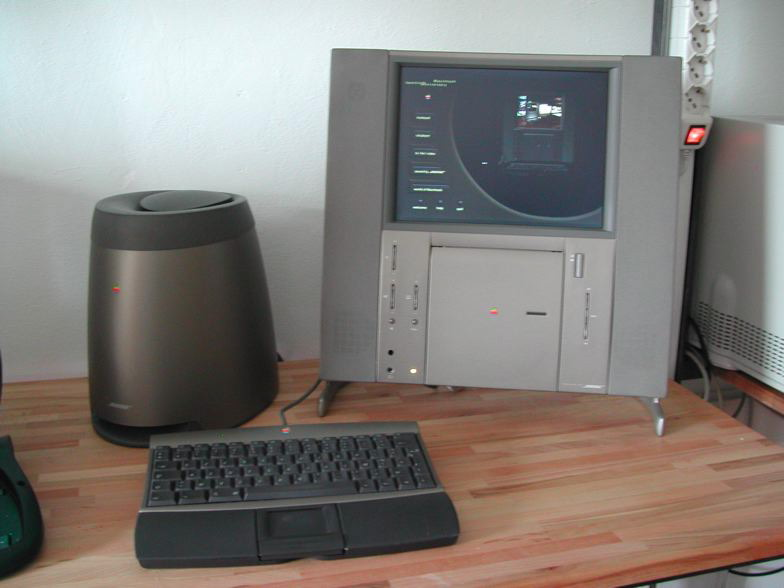
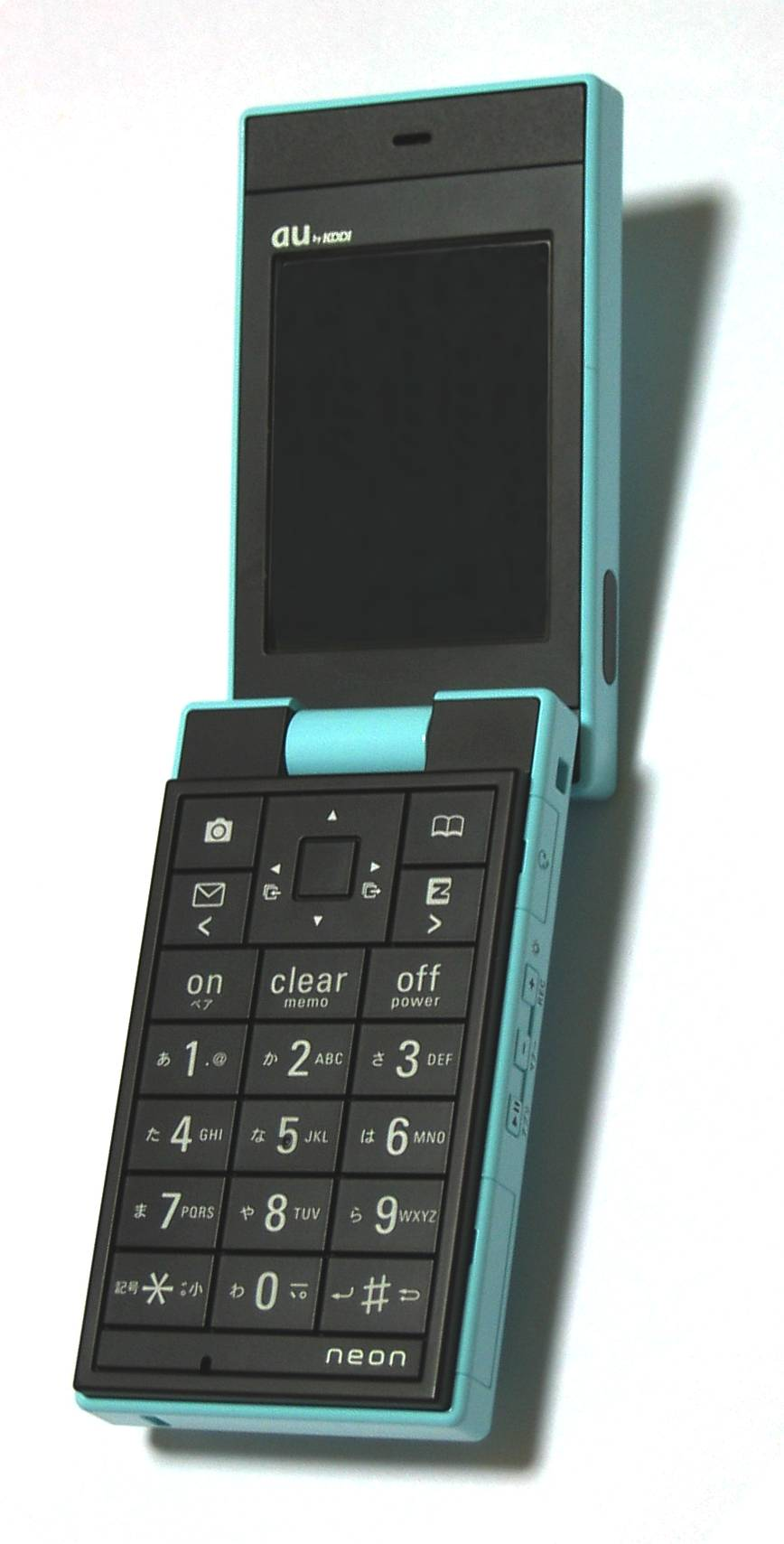
neon (전화)
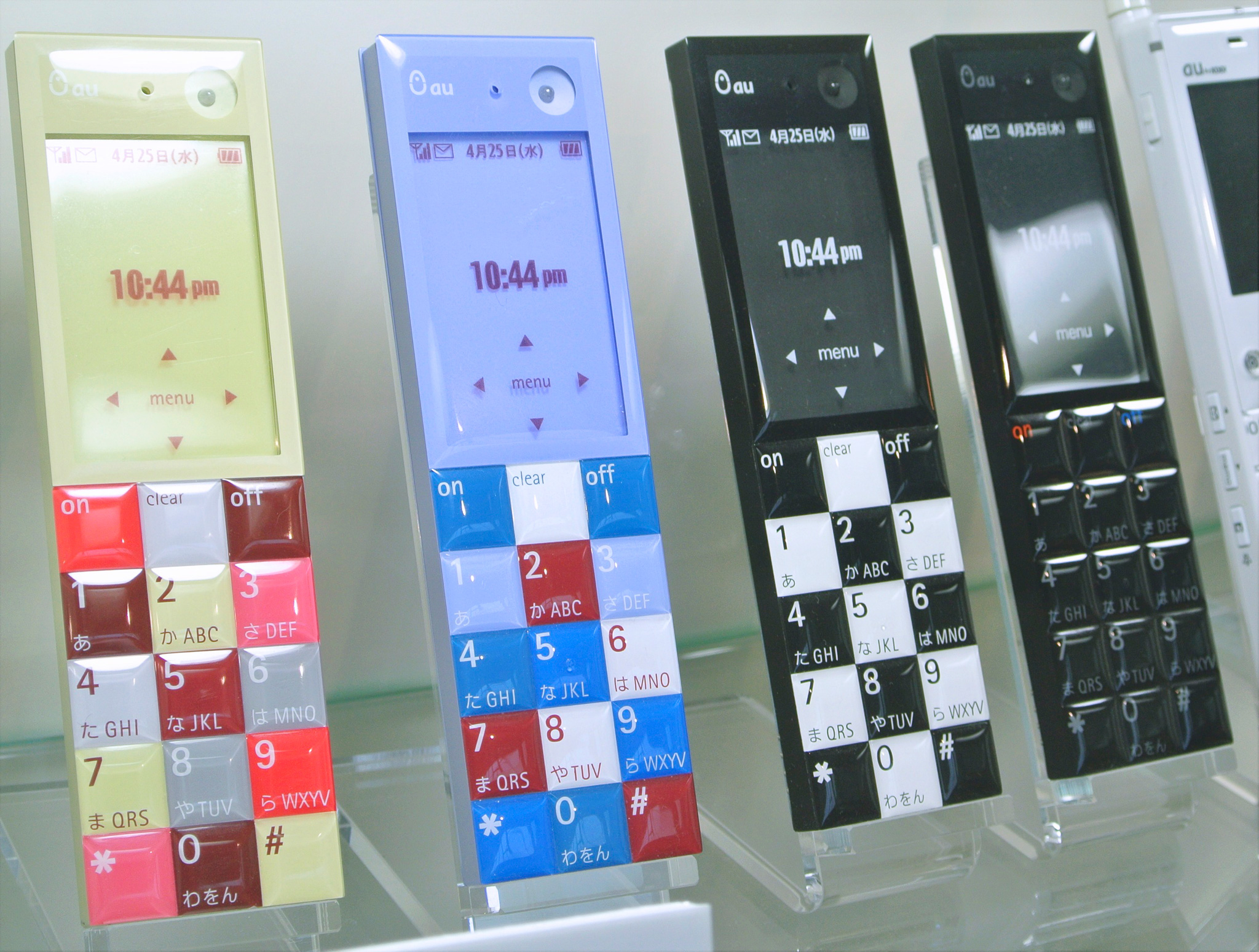
INFOBAR (전화)
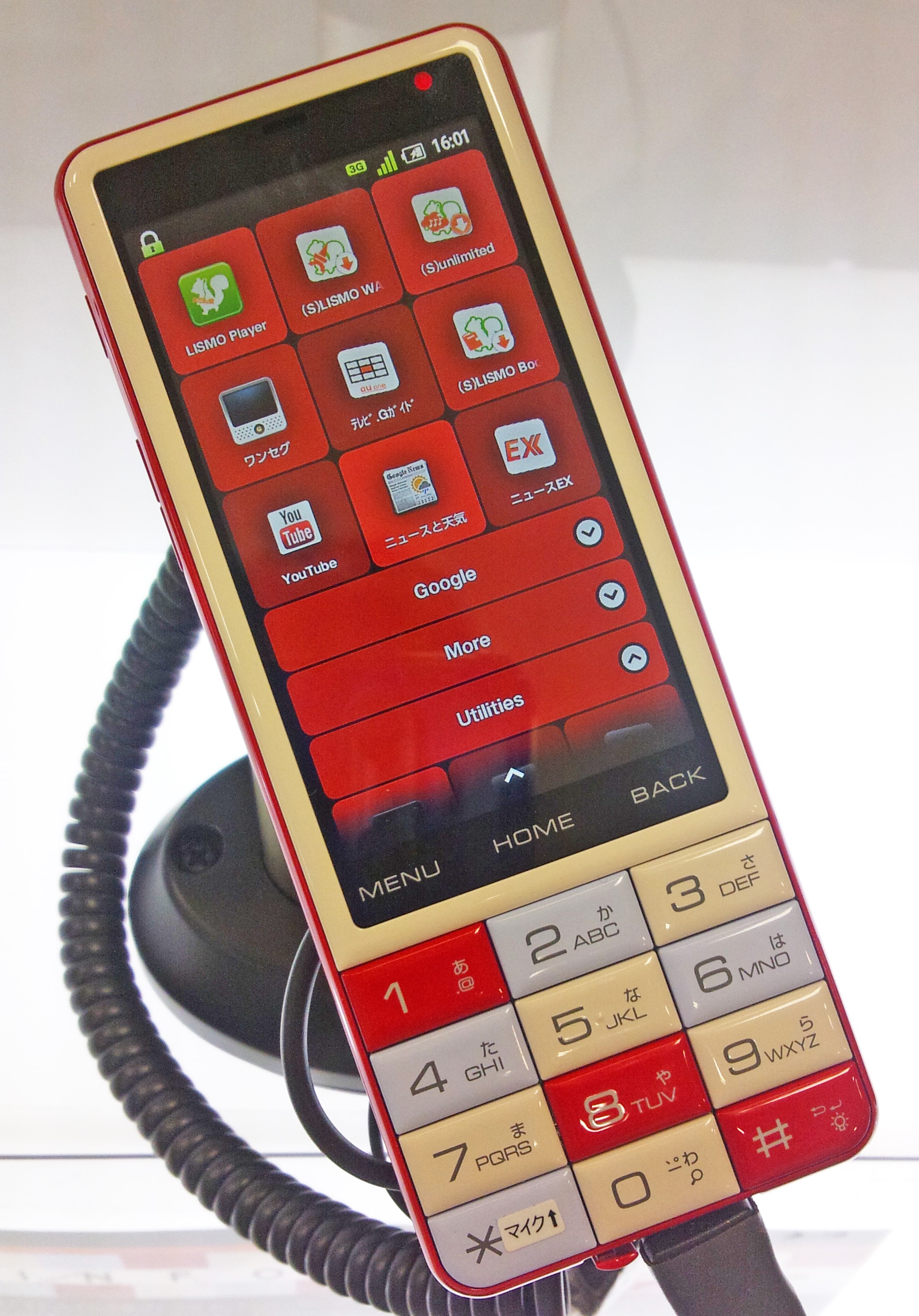
INFOBAR C01 (전화)
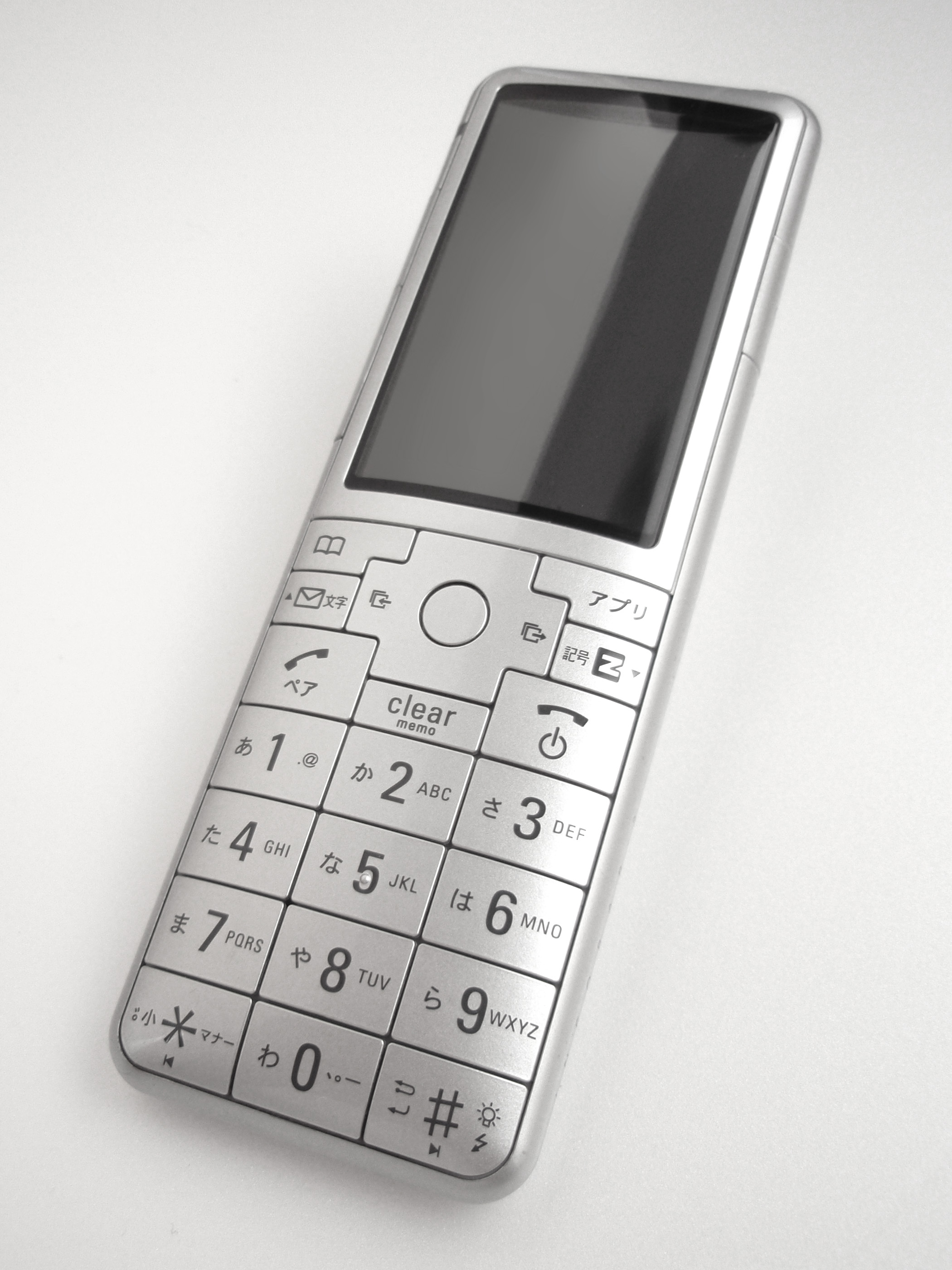
INFOBAR 2 (전화)
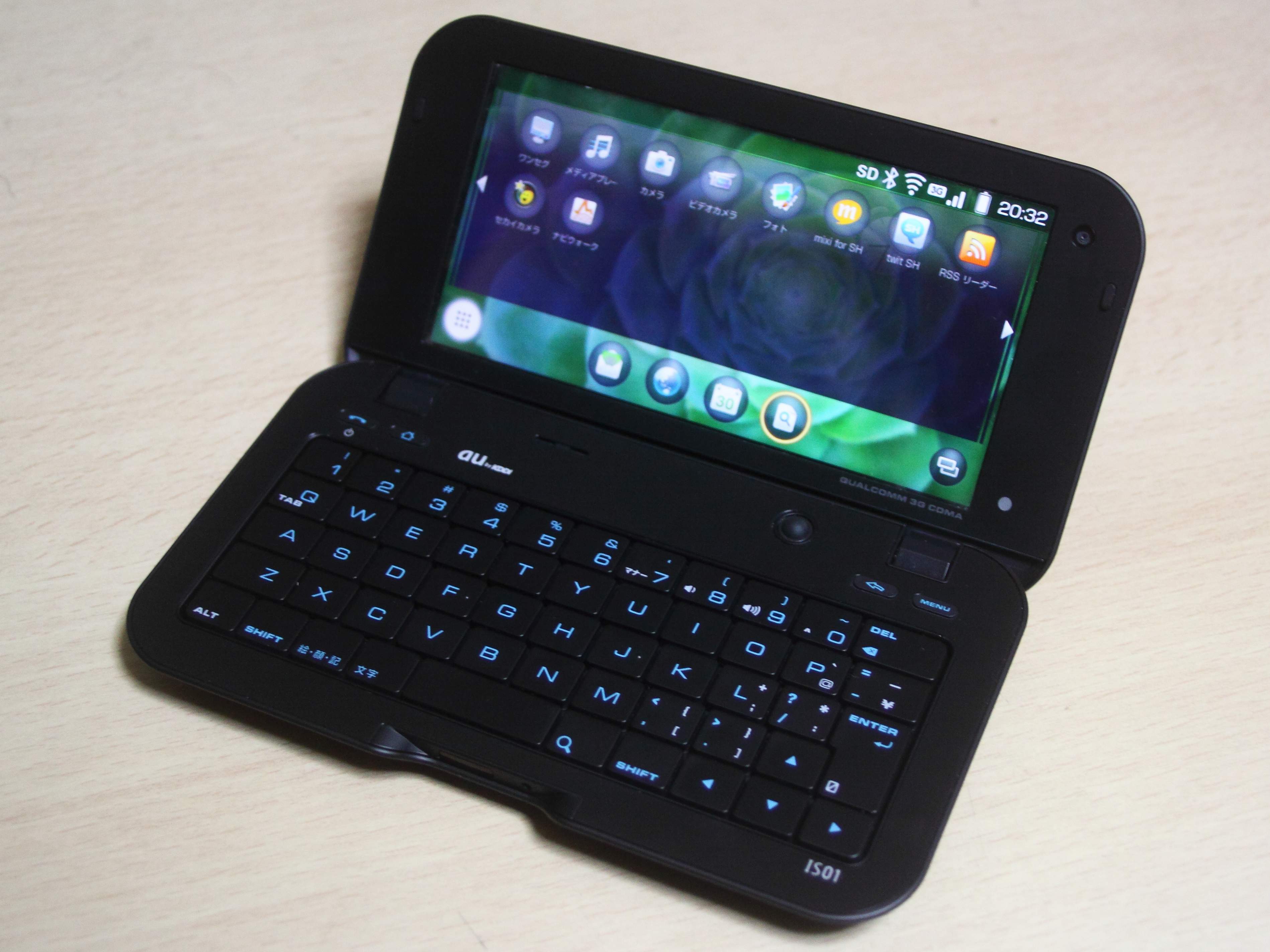
IS01 (스마트북)